# Karl Schmidhofer (Theologe)
Karl Schmidhofer (* 22. Januar 1915 in Sexten in Südtirol; † 29. Dezember 2007 in Brixen) war ein römisch-katholischer Geistlicher, Theologe und Kanoniker.

## Leben
Karl Schmidhofer studierte Theologie und Philosophie am Collegium Canisianum, dem internationalen Priesterseminar in Innsbruck, und bei Karl Rahner und Hugo Rahner, Josef Andreas Jungmann sowie Franz Lakner an der Universität Innsbruck. Er empfing die Priesterweihe am 29. Juni 1938 und war als Kaplan in Rodeneck und Toblach tätig. Nach dem Zweiten Weltkrieg war er von 1945 bis 1955 als Erzieher und Regens am Kassianeum in Brixen tätig.  Von 1952 bis 1955 war er Caritasdirektor des damaligen Bistums Brixen.
1950 wurde er an der Katholisch-Theologischen Fakultät der Universität Innsbruck bei Paul Gaechter zum Doctor theologiae promoviert. Von 1950 bis 1955 war er Professor am Vinzentinum in Brixen, von 1955 bis 1967 lehrte er an der Philosophisch-Theologischen Hochschule Brixen, gleichzeitig Bischöfliches Priesterseminar des Bistums Bozen-Brixen. Als Emeritus lehrte er noch bis ins WS 2005/2006 hinein Philosophie.
Ab 1961 war er Domzeremoniär am  Dom Mariae Aufnahme in den Himmel und St. Kassian in Brixen; das Amt hatte er bis Anfang der 1990er Jahre inne. 1976 wurde Schmidhofer Kanonikus, von 1988 bis 1991 war er Domdekan und wesentlich mit der Restaurierung des Brixener Doms beschäftigt.
| Personendaten    | Personendaten                                            |
| ---------------- | -------------------------------------------------------- |
| NAME             | Schmidhofer, Karl                                        |
| KURZBESCHREIBUNG | römisch-katholischer Geistlicher, Theologe und Professor |
| GEBURTSDATUM     | 22. Januar 1915                                          |
| GEBURTSORT       | Sexten, Südtirol                                         |
| STERBEDATUM      | 29. Dezember 2007                                        |
| STERBEORT        | Brixen                                                   |